# Hans-Jürgen Albers

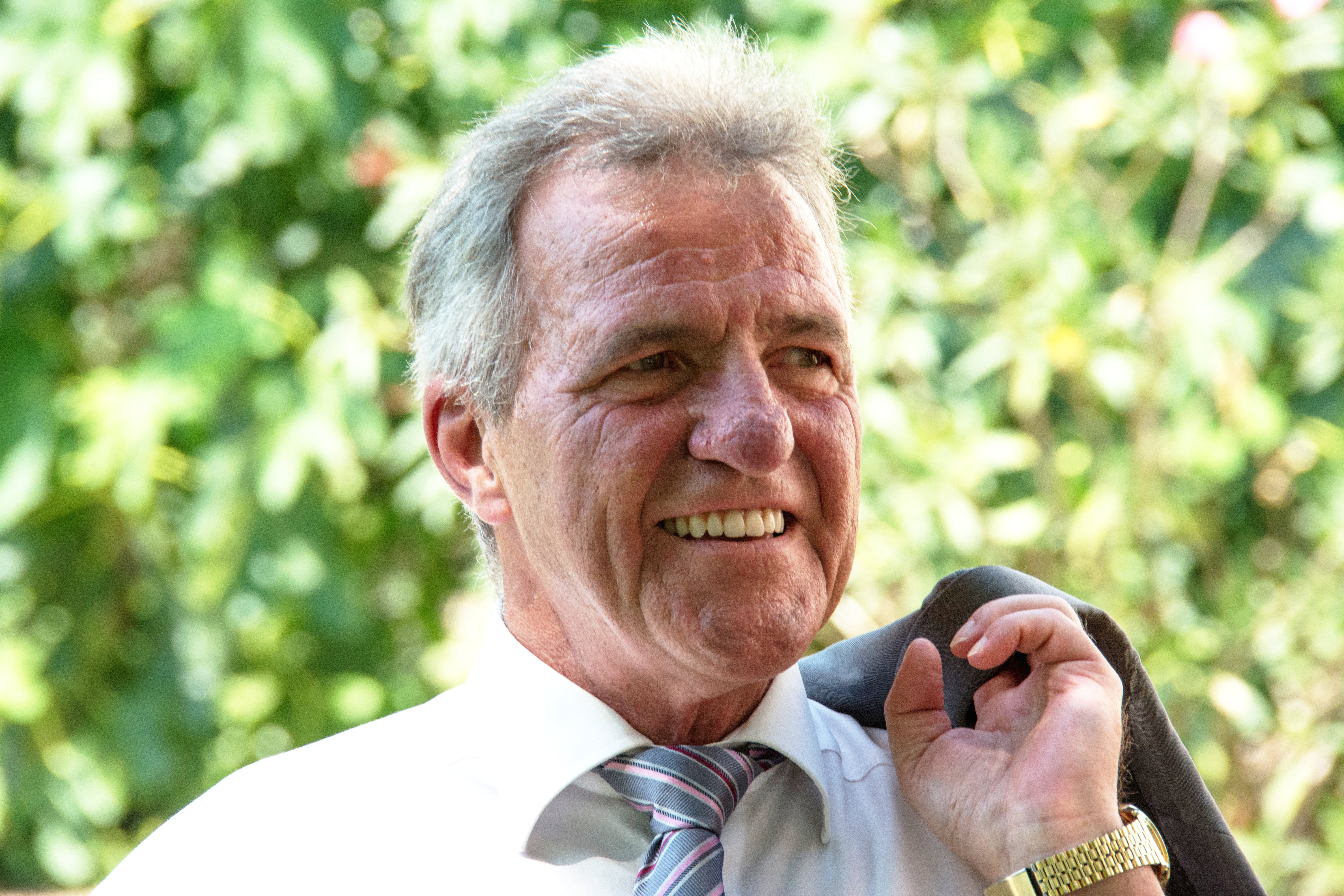
Hans-Jürgen Albers (2015)

Hans-Jürgen Albers (* 21. Oktober 1943 in Ramsbeck) ist ein deutscher Ökonom, Pädagoge und Hochschullehrer sowie langjähriger Rektor der Pädagogischen Hochschule Schwäbisch Gmünd.

## Leben
Geboren wurde Hans-Jürgen Albers in Ramsbeck im Sauerland. Nach dem Besuch der Volksschule und dem Abschluss einer Lehre erlangte er 1968 das Abitur auf dem zweiten Bildungsweg. Es folgte darauf ein Studium der Wirtschaftswissenschaften, Sozialpsychologie und Wirtschaftspädagogik an den Universitäten  in Göttingen und Köln, welches er in Köln als Diplom-Handelslehrer 1972 abschloss. Er verblieb als wissenschaftlicher Assistent an der Universität und promovierte. Die Promotion schloss er 1975 als Dr. rer. pol. in Köln ab. Im Jahr darauf wechselte er als wissenschaftlicher Assistent an die Universität Stuttgart, an der er 1982 seine Habilitation erfolgreich beendete. 
Er nimmt eine Stellung als Professor für Wirtschaftswissenschaft und Wirtschaftsdidaktik an der Pädagogischen Hochschule Schwäbisch Gmünd an und verbleibt gleichzeitig als Privatdozent an der Universität in Stuttgart. 1989 wurde er zum apl. Professor an der Universität ernannt. Von 1991 bis 1994 übernahm Albers den Vorsitz der Deutschen Gesellschaft für ökonomische Bildung. Von 2002 bis 2010 war er Rektor der Pädagogischen Hochschule in Schwäbisch Gmünd. Zum 31. März 2010 trat er in den Ruhestand.

## Forschungs- und Lehrschwerpunkte
Albers befasst sich in der Lehre vor allem mit der Allgemeinen Wirtschaftslehre, der Volkswirtschaftslehre, mit den Wirtschaftsordnungen, dem gezielten Computereinsatz im Wirtschaftsunterricht sowie mit der Berufsvorbereitung und Berufswahl von Schülern.
In der Forschung setzt er seine Schwerpunkte auf die Ethik und ökonomische Bildung. Er befasst sich mit der Globalisierung und ihre Wirkungen auf Wirtschaft und Bildung sowie mit der Ökonomische Bildung und Allgemeinbildung überhaupt. Außerdem forscht er im Bereich der Wirtschaftsdidaktik allgemein und der Entwicklung von Lehr-/Lernmaterialien für die ökonomische Bildung.

## Werke (Auswahl)
- Soziokulturelle Determinanten der Gruppenbildung bei Schülern - untersucht an Schülern der Gesamtschule Dortmund - und einige pädagogische Konsequenzen. Freie wissenschaftliche Arbeit zur Erlangung des Grades eines Diplom-Handelslehrers an der Universität zu Köln. - Köln 1972, 185 Seiten.
- Zufriedenheit in Arbeit und Ausbildung. Die individuelle Einstellung zum Beruf und zur Ausbildungssituation; ein berufspädagogischer Beitrag zur Humanisierung der Arbeitswelt. Spee-Verlag, Trier 1977 (Wirtschafts- und berufspädagogische Abhandlungen, Bd. 6).
- Allgemeine sozio-ökonomisch-technische Bildung. Zur Begründung ökonomischer und technischer Elemente in den Curricula allgemeinbildenden Unterrichts. Böhlau, Köln und Wien 1987 (Wirtschafts- und Berufspädagogik in Forschung und Praxis, Bd. 7).
- Volkswirtschaftslehre. Haan-Gruiten: Verlag Europa-Lehrmittel, 1. Aufl. 1995 (Zusammen mit Gabriele Albers-Wodsak u. a.).
- Soziale Marktwirtschaft. Eine Wirtschaftsordnung in der Bewährung, Omnia-Verlag, Köln 1997.
- Wirtschaft, Recht, Beruf. Wirtschaftskunde für berufliche Schulen. Verlag Europa-Lehrmittel, 1. Aufl., Haan-Gruiten 1998 (Zusammen mit E. Eifer und D. Tschaffon).
- Allgemeine Wirtschaftslehre für Bankberufe. Verlag Europa-Lehrmittel, 1. Aufl., Haan-Gruiten 2003 (Zusammen mit G. Ehnert).

## Weblink und Quelle
- Literatur von und über Hans-Jürgen Albers im Katalog der Deutschen Nationalbibliothek